# TOPS-10
TOPS-10 är ett operativsystem för PDP-10-datorer utvecklat av Digital Equipment Corporation.  Det kallades från början för Monitor, men bytte 1964 namn till TOPS-10. Kombinationen av PDP-10 och TOPS-10 kallades för DECsystem-10. TOPS är en förkortning för Timesharing / Total OPerating System.
TOPS-10 hade från början stöd för delat minne som gjorde det möjligt att utveckla det första datorspelet av multiplayer-typ som tillåter flera spelare att spela mot varandra samtidigt. Spelet kallades DECWAR och var ett Star Trek-inspirerat textspel. Användarna på terminalerna skrev in kommandon för att tävla i realtid.
Med tiden fick TOPS-10 även stöd för sidväxling och virtuellt minne, men det var inte lika avancerat gjort som i senare operativsystem som TENEX och TOPS-20.
TOPS-10 var ett snabbt och flexibelt operativsystem som var före sin tid.